# Vian, Oklahoma
Vian, Oklahoma (енгл. Vian) град је у америчкој савезној држави Оклахома.

## Демографија
По попису из 2010. године број становника је 1.466, што је 104 (7,6%) становника више него 2000. године.
| Група             | 2000.       | 2010.       |
| Белци             | 685 (50,3%) | 813 (55,5%) |
| Афроамериканци    | 95 (7,0%)   | 73 (5,0%)   |
| Азијати           | 1 (0,1%)    | 6 (0,4%)    |
| Хиспаноамериканци | 29 (2,1%)   | 44 (3,0%)   |
| Укупно            | 1.362       | 1.466       |